# Staffanstorps landskommun
Staffanstorps landskommun var en tidigare kommun i förutvarande Malmöhus län. 

## Administrativ historik
Kommunen bildades som storkommun vid kommunreformen 1952 genom sammanläggning av kommunerna Brågarp, Bjällerup, Esarp, Flackarp, Görslöv, Knästorp, Kyrkheddinge, Mölleberga, Nevishög, Särslöv, Tottarp och Uppåkra. Namn togs efter tätorten Staffanstorp, som var kommunens centralort. Till 31 december 1958 fanns en del av Åkarps municipalsamhälle inom kommunen (före 1952 i Tottarp landskommun).
Kommunen ombildades 1971 till Staffanstorps kommun.
Kommunkoden var 1230.

### Kyrklig tillhörighet
I kyrkligt hänseende tillhörde kommunen församlingarna Brågarp, Bjällerup, Esarp, Flackarp, Görslöv, Knästorp, Kyrkheddinge, Mölleberga, Nevishög, Särslöv, Tottarp och Uppåkra. Den 1 januari 1964 bildades Staffanstorps församling genom sammanslagning av Brågarps och Nevishögs församlingar. Den 1 januari 1965 uppgick Flackarps församling i Uppåkra församling.

## Geografi
Staffanstorps landskommun omfattade den 1 januari 1952 en areal av 110,27 km², varav 109,40 km² land.

### Tätorter i kommunen 1960
| Tätort       | Folkmängd |
| ------------ | --------- |
| Staffanstorp | 1 646     |
| Hjärup       | 353       |

Tätortsgraden i kommunen var den 1 november 1960 35,8 procent.

## Politik

### Mandatfördelning i Staffanstorps landskommun 1950–1966
| 20 | 14 | 3 | 3 |

| 38 |

| 19 | 11 | 4 | 6 |

| 36 |

| 18 | 14 | 2 | 6 |

| 33 | 7 |

| 19 | 12 | 3 | 6 |

| 34 | 6 |

| 17 | 11 | 4 | 8 |

| 33 | 7 |